# Derbis de Londres

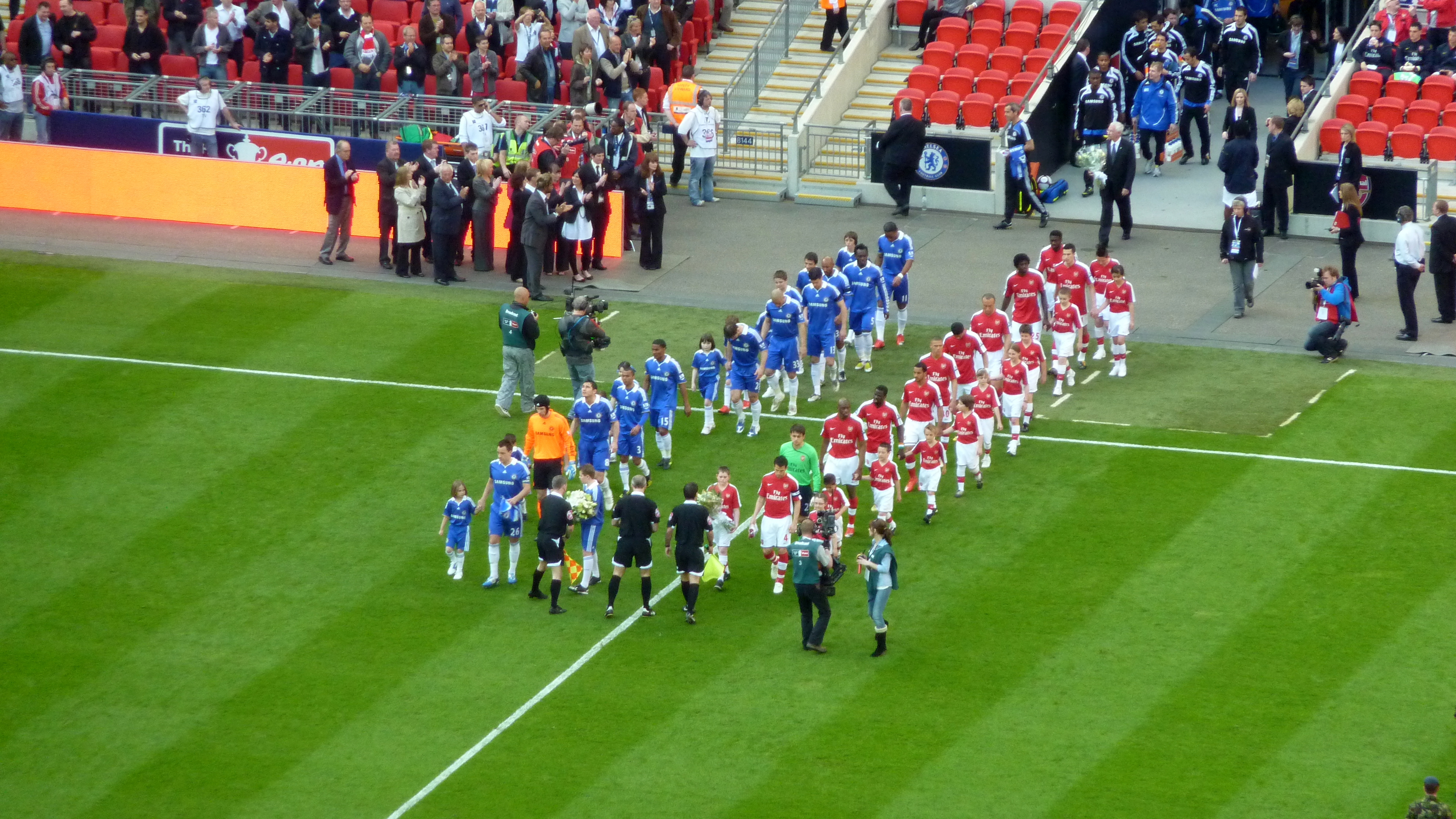
Dérbi de Londres entre Arsenal y Chelsea

El término Derbis de Londres hace referencia a una serie de enfrentamientos directos entre algunos de los equipos más importantes del fútbol londinense. Las rivalidades entre el Arsenal y el Tottenham Hotspur y el Millwall contra el West Ham United son consideradas las más peligrosas del fútbol londinense.

## Equipos deLondresy delGran Londres
En la temporada 2024-25 existen en total diecisiete equipos londinenses en las cuatro divisiones profesionales inglesas y en la primera semiprofesional. En la FA Premier League (7), en las tres Football League (6) y en la National League (4), todos clubes del área del Gran Londres.
| División                     | Equipo(s)                                                                |
| ---------------------------- | ------------------------------------------------------------------------ |
| Premier League               | Arsenal, Brentford, Chelsea, Crystal Palace, Tottenham, West Ham, Fulham |
| Football League Championship | Millwall, Queens Park Rangers                                            |
| Football League One          | Leyton Orient, Charlton                                                  |
| Football League Two          | AFC Wimbledon, Bromley                                                   |
| National League              | Barnet, Sutton United, Dagenham & Redbridge, Wealdstone                  |

## Principales derbis de Londres
La mayoría de los derbis más encarnizados suele tratarse de equipos que tienen su residencia en lugares muy próximos, generalmente del mismo distrito de la ciudad. Los más importantes, históricamente, son:
- Derbi de Londres Por historia del fútbol londinense lo protagonizaban los dos grandes equipos de Londres que eran Arsenal y Tottenham Hotspur. Con la llegada de Román Abramóvich al Chelsea este equipo ha crecido tanto y aumentado en importancia e intensidad desde finales de los años 1990, que se ha ganado un puesto entre los grandes de la ciudad de Londres y se ha ganado la rivalidad tanto con los gunners como con los spurs.
- Derbi del Norte de Londres - es el derbi por excelencia del fútbol londinense y lo protagonizan el Arsenal y el Tottenham Hotspur. La rivalidad se remonta a 1913, cuando el Arsenal se trasladó a Highbury, un área del Norte de Londres.
- Derbi del Oeste de Londres - que reúne al Chelsea, Fulham y Queens Park Rangers. Durante la década de los 60, el QPR y sus hinchan profesaron un gran odio al Chelsea, sentimiento que no fue correspondido, en cambio, por parte de los hinchas del Chelsea. Tras el descenso del QPR en 1996 de la máxima categoría del fútbol británico, la rivalidad fue decreciendo paulatinamente. Sin embargo, desde que el Fulham regresara a la Premier League en 2001, los hinchas de este club y del Chelsea han renovado esta rivalidad al producirse más enfrentamientos directos que con el QPR.
- Derbi del Este de Londres - donde los equipos son el Millwall y West Ham United. Se trata de un derbi algo puntual, ya que rara vez estos dos equipos han coincidido en la misma categoría.
- Derbi del Sur de Londres - en el que sus máximos exponentes son el Charlton Athletic y el Crystal Palace. Sin embargo, ambos clubes han tenido más rivalidad ante el Wimbledon F.C. hasta que fue trasladado y renombrado como Milton Keynes Dons en 2004.
- NEW DERBY - Es la rivalidad que se creó entre el AFC Wimbledon y el Milton Keynes después de la mudanza y desaparición del antiguo Wimbledon FC. Sus duelos son peligrosos. En 2019 la FA prohibió que el Wimbledon pusiera en sus programas el término de "Dons", apodo del Wimbledon original.